# فورت والتون بيتش
فورت والتون بيتش (بالإنجليزية: Fort Walton Beach)‏ هي مدينة أمريكية تقع في ولاية فلوريدا. تبلغ مساحة هذه المدينة 21.3 (كم²)،ويبلغ عدد سكانها 19507 نسمة حسب إحصاء سنة 2010 م 19507.

## المناخ
يظهر الجدول التالي التغييرات المناخية على مدار السنة لفورت والتون بيتش:
| البيانات المناخية لـفورت والتون بيتش | البيانات المناخية لـفورت والتون بيتش | البيانات المناخية لـفورت والتون بيتش | البيانات المناخية لـفورت والتون بيتش | البيانات المناخية لـفورت والتون بيتش | البيانات المناخية لـفورت والتون بيتش | البيانات المناخية لـفورت والتون بيتش | البيانات المناخية لـفورت والتون بيتش | البيانات المناخية لـفورت والتون بيتش | البيانات المناخية لـفورت والتون بيتش | البيانات المناخية لـفورت والتون بيتش | البيانات المناخية لـفورت والتون بيتش | البيانات المناخية لـفورت والتون بيتش | البيانات المناخية لـفورت والتون بيتش |
| الشهر                                | يناير                                | فبراير                               | مارس                                 | أبريل                                | مايو                                 | يونيو                                | يوليو                                | أغسطس                                | سبتمبر                               | أكتوبر                               | نوفمبر                               | ديسمبر                               | المعدل السنوي                        |
| ------------------------------------ | ------------------------------------ | ------------------------------------ | ------------------------------------ | ------------------------------------ | ------------------------------------ | ------------------------------------ | ------------------------------------ | ------------------------------------ | ------------------------------------ | ------------------------------------ | ------------------------------------ | ------------------------------------ | ------------------------------------ |
| الدرجة القصوى °ف (°م)                | 80 (27)                              | 83 (28)                              | 87 (31)                              | 101 (38)                             | 101 (38)                             | 102 (39)                             | 107 (42)                             | 103 (39)                             | 102 (39)                             | 99 (37)                              | 89 (32)                              | 84 (29)                              | 107 (42)                             |
| متوسط درجة الحرارة الكبرى °ف (°م)    | 61.3 (16.3)                          | 64.6 (18.1)                          | 70.7 (21.5)                          | 76.9 (24.9)                          | 83.9 (28.8)                          | 89.1 (31.7)                          | 90.6 (32.6)                          | 90.3 (32.4)                          | 87.6 (30.9)                          | 80.3 (26.8)                          | 71.8 (22.1)                          | 63.2 (17.3)                          | 77.5 (25.3)                          |
| متوسط درجة الحرارة الصغرى °ف (°م)    | 36.3 (2.4)                           | 39.7 (4.3)                           | 45.3 (7.4)                           | 52.0 (11.1)                          | 61.0 (16.1)                          | 68.9 (20.5)                          | 71.3 (21.8)                          | 71.1 (21.7)                          | 66.5 (19.2)                          | 55.4 (13.0)                          | 45.9 (7.7)                           | 39.3 (4.1)                           | 54.4 (12.4)                          |
| أدنى درجة حرارة °ف (°م)              | 4 (−16)                              | 11 (−12)                             | 19 (−7)                              | 20 (−7)                              | 38 (3)                               | 48 (9)                               | 56 (13)                              | 55 (13)                              | 37 (3)                               | 27 (−3)                              | 18 (−8)                              | 8 (−13)                              | 4 (−16)                              |
| الهطول إنش (مم)                      | 5.13 (130)                           | 5.54 (141)                           | 5.69 (145)                           | 4.75 (121)                           | 3.90 (99)                            | 6.54 (166)                           | 8.59 (218)                           | 7.71 (196)                           | 6.40 (163)                           | 5.20 (132)                           | 4.84 (123)                           | 5.12 (130)                           | 69.39 (1٬763)                        |
| متوسط أيام هطول الأمطار (≥ 0.01 In)  | 9.9                                  | 9.3                                  | 7.9                                  | 6.4                                  | 6.9                                  | 11.1                                 | 13.7                                 | 14.0                                 | 9.3                                  | 6.6                                  | 7.5                                  | 10.1                                 | 112.7                                |
| المصدر: NOAA, The Weather Channel    |                                      |                                      |                                      |                                      |                                      |                                      |                                      |                                      |                                      |                                      |                                      |                                      |                                      |

## أعلام
- برايان مارشال
- توم هاموندس
- توم كوشران
- مات مور
- جوليان بوند
- باد داي
- أريك الميرولا
- جايسون إلام